# Branko Crwenkowski
Branko Crwenkowski, mac. Бранко Црвенковски (wym. [ˈbraŋkɔ tsr̩ˈvɛŋkɔfski]ⓘ; ur. 12 października 1962 w Sarajewie) – macedoński polityk, działacz komunistyczny, lider Socjaldemokratycznego Związku Macedonii (SDSM), poseł do Zgromadzenia Republiki Macedonii, w latach 1992–1998 i 2002–2004 premier, od 2004 do 2009 prezydent Macedonii.

## Życiorys
Urodził się w rodzinie macedońskich działaczy komunistycznych. W 1986 ukończył studia z zakresu robotyki na Uniwersytecie Świętych Cyryla i Metodego w Skopju. Pracował przez kilka lat w przedsiębiorstwie Semos w Skopju. Był również członkiem SKM – macedońskiego oddziału Związku Komunistów Jugosławii. W pierwszych pluralistycznych wyborach w 1990 z listy SKM-PDP uzyskał deputowanego do parlamentu ówczesnej Socjalistycznej Republiki Macedonii.
Gdy w 1991 Kiro Gligorow objął urząd prezydenta, Branko Crwenkowski został nowym liderem SKM-PDP, przekształcając to ugrupowanie w Socjaldemokratyczny Związek Macedonii. Partią kierował nieprzerwanie do 2004. W sierpniu 1992, po upadku wielopartyjnego rządu Nikoły Klusewa, lider socjaldemokratów został nowym premierem. Większość dla jego gabinetu zapewniły ugrupowania Albańczyków oraz niewielkie partie liberałów i socjalistów. Jego ugrupowanie zwyciężyło także w kolejnych wyborach w 1994; pozwoliło mu to zachować urząd premiera, który sprawował do listopada 1998, gdy po kolejnych wyborach władzę w kraju przejęła centroprawicowa opozycja z WMRO-DPMNE.
Branko Crwenkowski przez czteroletnią kadencję zasiadał w parlamencie, pełnił rolę lidera opozycji. W listopadzie 2002 powrócił na urząd premiera. W 2004 wystartował w przedterminowych wyborach prezydenckich rozpisanych po śmierci Borisa Trajkowskiego. W pierwszej turze otrzymał około 43% głosów. W drugiej poparło go niespełna 63% głosujących, pokonał w niej tym samym Saszka Kedewa. Urząd prezydenta objął w maju 2004 i sprawował przez pełną pięcioletnią kadencję, kiedy to nie zdecydował się ubiegać o reelekcję. W 2009 powrócił do pełnienia funkcji przewodniczącego SDSM, kierując tym ugrupowaniem do 2013.